# Kvälja dom
Med det svenska begreppet kvälja dom menas att man klandrar ett domslut från en domstol. Före 1948 var det i Sverige kriminaliserat att kvälja en dom då det infördes ett förbud mot det i 1614 års rättegångsordning med böter som påföljd.